# Mémorial Fred De Bruyne
Le Mémorial Fred De Bruyne est une course cycliste belge disputée autour de Berlare, dans la province de Flandre-Orientale (Région flamande).
Cette kermesse est à l'origine connue comme une simple épreuve locale. Depuis 2009, elle porte le nom de l'ancien cycliste et journaliste Fred De Bruyne, né à Berlare et qui a remporté la course à trois reprises.

## Palmarès
| Année | Vainqueur             | Deuxième                 | Troisième                |
| ----- | --------------------- | ------------------------ | ------------------------ |
| 1951  | Robert Vercammen      | Charles Van Dormael      | Henri Bauwens            |
| 1952  | Maurice Blomme        | René Mertens             | Jaak Brutyn              |
| 1953  | Guillaume Hendriks    | Jan De Valck (it)        | Marcel De Mulder         |
| 1954  | Fred De Bruyne        | Léon De Lathouwer        | Omer Van der Voorden     |
| 1955  | Jozef Schils          | Pino Cerami              | Gilbert Van de Wiele     |
| 1956  | Roger Verplaetse      | Jan Adriaensens          | Lode Anthonis            |
| 1957  | Fred De Bruyne        | Jozef Schils             | Rik Luyten               |
| 1958  | Fred De Bruyne        | Maurice Meuleman         | Karel De Baere           |
| 1959  | Willy Vannitsen       | Rik Luyten               | Guillaume Van Tongerloo  |
| 1960  | Willy Derboven        | Louis Van Huyck          | Edgard Sorgeloos         |
| 1961  | Robert Lelangue       | Karel Clerckx            | Jozef Van Bael           |
| 1962  | Rik Van Looy          | Frans Melckenbeeck       | Jos Dewit                |
| 1963  | Hugo Scrayen          | Willy Van Driessche      | Albert Covens            |
| 1964  | Gustaaf De Smet       | Albert Covens            | Karel De Laet            |
| 1965  | Michel Jacquemin      | Jan Nolmans              | Willy Van den Eynde (nl) |
| 1966  | Jos Huysmans          | Lode Troonbeeckx         | Rik Luyten               |
| 1967  | Walter Godefroot      | Lucien Willekens         | Michael Wright           |
| 1968  | Frans Verstraeten     | Willy De Geest           | Jo de Roo                |
| 1969  | Richard Bukacki       | Lucien Willekens         | Gustaaf Van Roosbroeck   |
| 1970  | Fernand Hermie        | Émile Cambré             | Frans Staes              |
| 1971  | Roger Jochmans        | Raf Hooyberghs (nl)      | Eddy Peelman             |
| 1972  | Richard Bukacki       | Etienne Sonck            | Alfons De Bal            |
| 1973  | Leo Duyndam           | Flory Ongenae            | Jos van der Vleuten      |
| 1974  | Alfons De Bal         | Aad van den Hoek         | Jan Aling (nl)           |
| 1975  | Ronny Van de Vijver   | Herman Vrijders          | Bernard Draux            |
| 1976  | Rik Van Linden        | André Delcroix (nl)      | Richard Bukacki          |
| 1977  | Willem Peeters        | Herman Van der Slagmolen | Marc Renier              |
| 1978  | André Dierickx        | Jos Van de Poel          | Jean-Luc Vandenbroucke   |
| 1979  | Ludo Delcroix         | Richard Bukacki          | Walter Godefroot         |
| 1980  | Etienne De Wilde      | Dirk Baert               | Léo Van Thielen          |
| 1981  | Léo Van Thielen       | Gery Verlinden           | Heddie Nieuwdorp         |
| 1982  | Luc Colijn            | Adrie van der Poel       | Guido Van Calster        |
| 1983  | Dirk Heirweg          | Leo van Vliet            | Jan Bogaert              |
| 1984  | Etienne Van der Helst | Ronny Van Holen          | Fons van Katwijk         |
| 1985  | Dirk Heirweg          | Martin Kemp              | Marc Dierickx            |
| 1986  | Wim Arras             | Jan Bogaert              | Mario Mariotti           |
| 1987  | Peter Harings         | Claude Criquielion       | Erik Breukink            |
| 1988  | Gino De Backer        | Pascal Elaut             | Rudy Verdonck            |
| 1989  | Johan Bruyneel        | Rob Harmeling            | Koen Van Rooy            |
| 1990  | Noël Segers           | Etienne De Wilde         | Marat Ganeev             |
| 1991  | Jerry Cooman          | Henk Woltman             | Jo Planckaert            |
| 1992  | Jerry Cooman          | Edwin Enthoven           | Erik Dekker              |
| 1993  | Jo Planckaert         | Jerry Cooman             | Gert Van Brabant         |
| 1994  | Hans De Meester       | Jeroen Blijlevens        | John Talen               |
| 1995  | Jo Planckaert         | Marc Sergeant            | Jelle Nijdam             |
| 1996  | Hans De Meester       | Peter Spaenhoven (nl)    | Hans Ardeel              |
| 1997  | Andy De Smet          | Aart Vierhouten          | Frank Høj                |
| 1998  | Michel Cornelisse     | Peter Van Petegem        | Steven de Jongh          |
| 1999  | Matthew Gilmore       | John Talen               | Søren Petersen           |
| 2000  | Roger Hammond         | Bart Heirewegh           | Filippo Pozzato          |
| 2001  | Frank Corvers         | Pedro Romero Dos Santos  | Johan Verhaegen          |
| 2002  | Geert Omloop          | Guy Smet                 | Johan Verhaegen          |
| 2003  | Jehudi Schoonacker    | Tomas Vaitkus            | Roy Sentjens             |
| 2004  | Bert Scheirlinckx     | Roy Sentjens             | Mindaugas Goncaras       |
| 2005  | David Boucher         | Staf Scheirlinckx        | Preben Van Hecke         |
| 2006  | Greg Van Avermaet     | Sven Nevens (nl)         | Steven Caethoven         |
| 2007  | Grégory Habeaux       | Hamish Haynes            | Piet Rooijakkers         |
| 2008  | Rhys Pollock          | Iljo Keisse              | Björn Leukemans          |
| 2009  | Egidijus Juodvalkis   | Björn Leukemans          | Preben Van Hecke         |
| 2010  | Rob Goris             | Pieter Jacobs            | Christian Patron         |
| 2011  | Kenny Dehaes          | Andrew Fenn              | Thomas Vernaeckt         |
| 2012  | Koen Barbé            | Jimmy Janssens           | Thomas Ongena            |
| 2013  | Preben Van Hecke      | Jasper De Buyst          | Remco te Brake           |
| 2014  | Oliver Naesen         | Tijmen Eising            | Jérôme Baugnies          |
| 2015  | Oliver Naesen         | Martijn Degreve          | Michael Cools            |
| 2016  | Timothy Stevens       | Huub Duyn                | Florian Sénéchal         |
| 2017  | Oliver Naesen         | Dimitri Peyskens         | Ylber Sefa               |
| 2018  | Oliver Naesen         | Joeri Stallaert          | Ylber Sefa               |
| 2019  | Bo Godaert            | Joeri Stallaert          | Herman Dahl              |
| 2020  | Tom Paquot            | Gianni Marchand          | Lennert Teugels          |
| 2021  | Oliver Naesen         | Harry Tanfield           | Alexandar Richardson     |
| 2022  | Gilles De Wilde       | Samuel Leroux            | Edward Theuns            |
| 2023  | André Drege           | Markus Pajur             | Huub Artz                |
| 2024  | Oliver Naesen         | Edward Theuns            | Stan Van Tricht          |